# Długa Polana (Tatry)
Długa Polana – polana w Dolinie Długiej (boczne odgałęzienie Doliny Chochołowskiej) w polskich Tatrach Zachodnich. Znajduje się u wylotu tej doliny, za Chochołowskim Potokiem, po przeciwnej stronie polany Huciska. Od drogi prowadzącej przez Dolinę Chochołowską prowadzi do niej droga gruntowa przekraczająca Chochołowski Potok przy kamiennej figurce. Długa Polana nie jest jednak widoczna z polany Huciska ani z drogi przez Dolinę Chochołowską, gdyż znajduje się za wąskim pasem lasu. Jej obrzeżem płynie potok, uchodzący do Chochołowskiego Potoku.
Położona jest na wysokości ok. 980–1000 m n.p.m. Nazwa pochodzi od jej długiego kształtu – potem przeniosła się na nazwę doliny. Dawniej Długa Polana wchodziła w skład Hali Jaworzyna, potem odłączyła się od niej. Była koszona, obecnie jest tylko z rzadka wypasana. Według danych z dzieła „Pasterstwo Tatr Polskich i Podhala” (t. VI – mapa) w 1956 r. znajdowały się na niej 2 zabudowania pasterskie: jeden szałas (bacówka) i jedna szopa inwentarska. Ich istnienie potwierdziła jeszcze kolejna inwentaryzacja, przeprowadzona w 1975 r.
Nie prowadzi przez nią żaden szlak turystyczny. Jest jedną z niewielu polan tatrzańskich, na których nadal odbywa się wypas (tzw. wypas kulturowy).

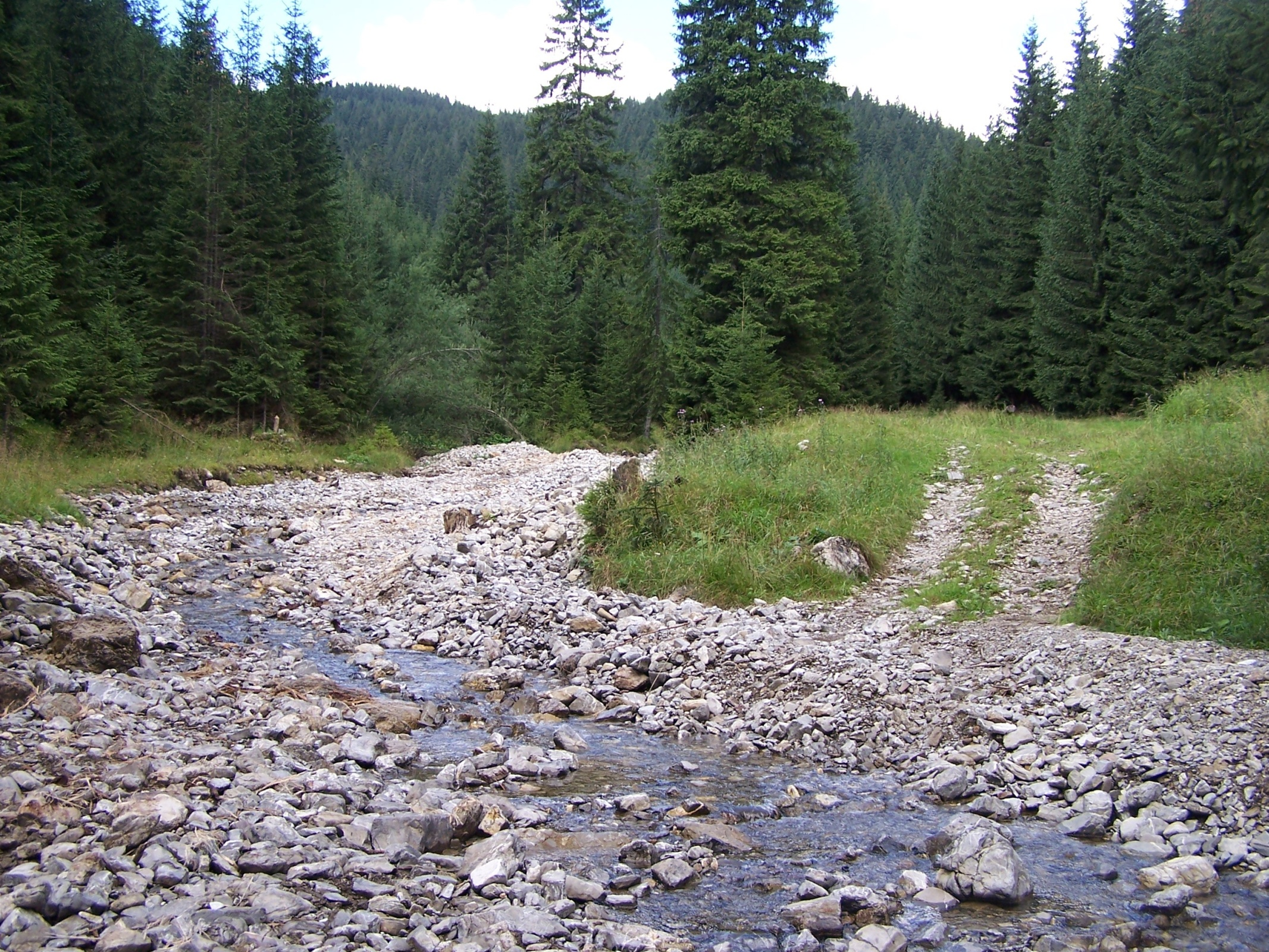